# Eleições municipais de Rio Grande (Rio Grande do Sul) em 2016
A eleição municipal de Rio Grande em 2016 foi realizada para eleger um prefeito, um vice-prefeito e 21 vereadores no município de Rio Grande, no estado brasileiro do Rio Grande do Sul. Foram eleitos Alexandre Lindenmeyer (Partido dos Trabalhadores) e Paulo Renato Mattos Gomes para os cargos de prefeito(a) e vice-prefeito(a), respectivamente. 
Seguindo a Constituição, os candidatos são eleitos para um mandato de quatro anos a se iniciar em 1º de janeiro de 2017. A decisão para os cargos da administração municipal, segundo o Tribunal Superior Eleitoral, contou com 154 595 eleitores aptos e 29 882 abstenções, de forma que 19.33% do eleitorado não compareceu às urnas naquele turno.

## Resultados

### Eleição municipal de Rio Grande em 2016 para Prefeito
A eleição para prefeito contou com 7 candidatos em 2016: Thiago Pires Gonçalves do Movimento Democrático Brasileiro (1980), Álvaro Glei Guilhamilho Avila do Partido Socialista Brasileiro, Alexandre Lindenmeyer do Partido dos Trabalhadores, Helder Gonçalves Salvá do Partido Trabalhista Brasileiro, Claudio Castanheira Diaz do Progressistas, Enilson Pool da Silva do Partido Socialismo e Liberdade, Marcelo Paulo dos Santos do Democracia Cristã (Brasil) que obtiveram, respectivamente, 24 051, 3 912, 58 114, 6 880, 18 125, 0, 274 votos. O Tribunal Superior Eleitoral também contabilizou 19.33% de abstenções nesse turno. 
| Candidato(a)                        | Vice                           | Coligação                                                               | Votos recebidos | Percentual |
| ----------------------------------- | ------------------------------ | ----------------------------------------------------------------------- | --------------- | ---------- |
| Alexandre Lindenmeyer (PT)          | Paulo Renato Mattos Gomes      | Frente Popular PT / PPS / PV / PC do B / PT do B                        | 58114           | 52.19%     |
| Thiago Pires Gonçalves (MDB)        | Alberto Amaral Alfaro          | A Força de um Novo Tempo PMDB / PDT / PSDB / PROS                       | 24051           | 21.6%      |
| Claudio Castanheira Diaz (PP)       | Osvaldino Oliveira da Silva    | Resgatando Rio Grande SD / PP / PRB / REDE / PSC / PTN / PR / PMN / PEN | 18125           | 16.28%     |
| Helder Gonçalves Salvá (PTB)        | Edson Rivelino da Costa Moraes | Renova Rio Grande PTB / PSD                                             | 6880            | 6.18%      |
| Álvaro Glei Guilhamilho Avila (PSB) | Fabio Craveiro Vieira          | Compromisso Com Rio Grande PSB / PHS                                    | 3912            | 3.51%      |
| Marcelo Paulo dos Santos (DC)       | Lynnie Heida Pinheiro Almeida  | Democracia Cristã (sem coligação)                                       | 274             | 0.25%      |
| Enilson Pool da Silva (PSOL)        | Flavio Souza Ravara            | Partido Socialismo e Liberdade (sem coligação)                          | 0               | 0%         |

### Eleição municipal de Rio Grande em 2016 para Vereador
Na decisão para o cargo de vereador na eleição municipal de 2016, foram eleitos 21 vereadores com um total de 110 986 votos válidos. O Tribunal Superior Eleitoral contabilizou 7 170 votos em branco e 6 557 votos nulos. De um total de 154 595 eleitores aptos, 29 882 (19.33%) não compareceram às urnas .
| Nome                             | Partido político                               | Coligação                                               | Votos recebidos | Percentual |
| -------------------------------- | ---------------------------------------------- | ------------------------------------------------------- | --------------- | ---------- |
| Benito de Oliveira Gonçalves     | Partido dos Trabalhadores (PT)                 | Partido dos Trabalhadores (sem coligação)               | 3248            | 2.93%      |
| José Antonio da Silva            | Partido da Social Democracia Brasileira (PSDB) | Partido da Social Democracia Brasileira (sem coligação) | 2780            | 2.5%       |
| Giovani Bastos Moralles          | Patriota (PATRI)                               | Patriota (sem coligação)                                | 2589            | 2.33%      |
| Paulo Rogerio Mattos Gomes       | Partido Popular Socialista (PPS)               | Partido Popular Socialista (sem coligação)              | 2430            | 2.19%      |
| Filipe de Oliveira Branco        | Movimento Democrático Brasileiro (MDB)         | Movimento Democrático Brasileiro (sem coligação)        | 2016            | 1.82%      |
| Andre Lemes da Silva             | Partido dos Trabalhadores (PT)                 | Partido dos Trabalhadores (sem coligação)               | 1910            | 1.72%      |
| Jose Claudino Alves Saraiva      | Movimento Democrático Brasileiro (MDB)         | Movimento Democrático Brasileiro (sem coligação)        | 1836            | 1.65%      |
| Julio Cesar Pereira da Silva     | Movimento Democrático Brasileiro (MDB)         | Movimento Democrático Brasileiro (sem coligação)        | 1685            | 1.52%      |
| João Dutra Julio                 | Partido Republicano Brasileiro (PRB)           | Partido Republicano Brasileiro (sem coligação)          | 1635            | 1.47%      |
| Luiz Francisco Spotorno          | Partido dos Trabalhadores (PT)                 | Partido dos Trabalhadores (sem coligação)               | 1451            | 1.31%      |
| Ivair Domingos Pereira Souza     | Movimento Democrático Brasileiro (MDB)         | Movimento Democrático Brasileiro (sem coligação)        | 1357            | 1.22%      |
| Laura Tais Machado Fagundes      | Movimento Democrático Brasileiro (MDB)         | Movimento Democrático Brasileiro (sem coligação)        | 1271            | 1.15%      |
| Andre Moraes de Sa               | Partido Social Democrático (PSD)               | Renova Rio Grande                                       | 1203            | 1.08%      |
| Denise Rodrigues Marques         | Partido dos Trabalhadores (PT)                 | Partido dos Trabalhadores (sem coligação)               | 1162            | 1.05%      |
| Claudio Jose Cardoso da Costa    | Partido dos Trabalhadores (PT)                 | Partido dos Trabalhadores (sem coligação)               | 1075            | 0.97%      |
| Claudio Luis Silva de Lima       | Partido Socialista Brasileiro (PSB)            | Compromisso com Rio Grande                              | 967             | 0.87%      |
| Jair Rizzo Ferreira              | Partido Socialista Brasileiro (PSB)            | Compromisso com Rio Grande                              | 961             | 0.87%      |
| Rovam Simões Gonçalves de Castro | Partido dos Trabalhadores (PT)                 | Partido dos Trabalhadores (sem coligação)               | 960             | 0.86%      |
| Flávio Veleda Maciel             | Solidariedade (SD)                             | Unidos pelo Rio Grande                                  | 921             | 0.83%      |
| Andrea Dutra Westphal            | Patriota (PATRI)                               | Patriota (sem coligação)                                | 815             | 0.73%      |
| Julian Rafael Ceroni da Graça    | Partido Popular Socialista (PPS)               | Partido Popular Socialista (sem coligação)              | 813             | 0.73%      |